# Josef Almas
Josef Almas, auch José Almas, geboren als Josef Diamant (* 28. April 1896 in Smyrna, Osmanisches Reich, heute Izmir, Türkei; † 26. April 1948 in Berlin, Deutschland) war ein deutscher Schauspieler.

## Leben und Wirken
Almas war in jungen Jahren nach Deutschland gekommen und begann dort 1918 Theater zu spielen. Er spielte zunächst in der Provinz, so unter anderem in Heidelberg und in Frankfurt am Main. Später übersiedelte Almas nach Berlin.
Dort feierte er seit Anfang 1923 vor allem an der Volksbühne Berlin Erfolge. Almas spielte überwiegend in modernen Stücken. Zu seinen Regisseuren zählten Heinz Hilpert, Paul Henckels und Erwin Piscator. In Ferenc Molnárs Liliom hatte Almas Hans Albers zum Partner. Zu dieser Zeit übernahm Josef Almas auch sporadisch winzige Filmrollen.
Bei Machtantritt der Nationalsozialisten konnte der Jude Almas zunächst weiterhin Theater spielen, auch an Hilperts Volksbühne, wo er im Juni 1933 die Hauptrolle in dem Volksstück Der Bauer als Millionär erhielt. Seine letzte deutsche Theaterpremiere fand im März 1934 statt, danach ging Almas in die Emigration. Über Wien und Zürich kam er in die Tschechoslowakei, wo er an den Deutschen Theatern von Brünn und Mährisch-Ostrau auftrat. Schließlich entschloss sich Almas im Juni 1939 zur Flucht nach England.
1940 deportierten ihn die britischen Behörden als feindlichen Ausländer in ein Internierungslager nach Australien. Dort spielte Almas Theater (in Amphitryon). Zurück in London, konnte Almas ab 1943 kleine Rollen im britischen Film erlangen. Auch wirkte er, mit anderen deutschsprachigen Schauspielern, an der hier gegründeten österreichischen Emigrantenkleinkunstbühne „Laterndl“ mit. Außerdem arbeitete er als Sprecher deutscher Sendungen der BBC und leitete eine Schauspielschule.
Gleich nach Kriegsende 1945 kehrte Josef Almas nach Berlin zurück, wo er sein letztes Bühnenengagement am Hebbel-Theater antrat. Zeitgleich übernahm er mit dem jüdischen Anwalt Dr. Simon in dem KZ-Drama Morituri auch seine letzte Filmrolle.
Josef Almas verstarb im April 1948 (über das Geburtsjahr gibt es widersprüchliche Angaben) in Berlin auf dem Heimweg von einer Vorstellung an einem Herzschlag. Seine letzte Ruhestätte fand er auf dem Friedhof Wilmersdorf.

## Filmografie (komplett)
- 1927: Gewitter über Gottland (Kurzfilm)
- 1931: M – Eine Stadt sucht einen Mörder
- 1932: Unter falscher Flagge
- 1943: Hotel Reserve
- 1944: Mr. Emmanuel
- 1944: Der Mann aus Marokko (The Man From Morocco)
- 1946: School for Secrets
- 1948: Morituri

## Theater
- 1928: Johann Nestroy: Das Mädl aus der Vorstadt (Agent) – Regie: Jürgen Fehling (Theater Volksbühne am Bülowplatz Berlin)
- 1930: Stefan Grossmann, Franz Hessel: Apollo, Brunnenstraße – Regie: Jürgen Fehling (Volksbühne Theater am Bülowplatz)
- 1930: V. Kirchon, A. Ouspensky: Rost (Solow, Schriftsteller) – Regie: Günther Stark (Theater Volksbühne am Bülowplatz)
- 1931: William Shakespeare: Die Komödie der Irrungen (Angelo, Perlenhändler) – Regie: Karl-Heinz Stroux (Theater Volksbühne am Bülowplatz)
- 1932: Marcel Pagnol: Fanny (Escartefigue) – Regie: Heinz Hilpert (Theater Volksbühne am Bülowplatz Berlin)
- 1932: Walter Gilbricht: Oliver Cromwells Sendung – Regie: Heinz Hilpert (Theater Volksbühne am Bülowplatz Berlin)
- 1932: Alexander Moissi: Der Gefangene (Graf Lax Casas) – Regie: Jacob Geis (Volksbühne am Bülowplatz Berlin)
- 1933: Elisabeth Castonier: Die Sardinenfischer – Regie: Rudolf Zindler (Volksbühne am Bülowplatz Berlin)
- 1933: Marcel Pagnol: Zum goldenen Anker – Regie: Heinz Hilpert (Theater Volksbühne am Bülowplatz Berlin)
- 1933: William Shakespeare: Viel Lärm um nichts (Gerichtsdiener) – Regie: Heinz Hilpert (Volksbühne am Bülowplatz Berlin)
- 1933: Emil Pohl: Eine leichte Person – Regie: Heinz Hilpert (Volksbühne am Bülowplatz Berlin)
- 1933: Friedrich Schreyvogl: Tod in Genf (Alt-Kantonalrat) – Regie: Martin Kerb (Volksbühne Theater am Horst Wessel Platz Berlin)
- 1933: William Shakespeare: Der Widerspenstigen Zähmung – Regie: Heinz Hilpert (Volksbühne Theater am Horst Wessel Platz Berlin)
- 1934: Georg Büchner: Leonce und Lena – Regie: Heinz Hilpert (Volksbühne Theater am Horst Wessel Platz Berlin)
- 1948: Jean-Paul Sartre: Die Fliegen (Pädagoge) – Regie: Jürgen Fehling (Hebbel-Theater Berlin)
- 1948: Franz Werfel: Jakobowsky und der Oberst (Jakobowsky) – Regie: ? (Hebbel-Theater Berlin)